# 滤波器设计
频域电子滤波器的设计必须首先考虑任务所需滤波器的类型。首先必须确定滤波器的基本功能，如低通滤波器、高通滤波器、带通滤波器、全通滤波器或者是更为复杂的功能。
- 低通滤波器用于阻止不需要的高频信号。
- 高通滤波器允许高频信号通过，阻止不需要的低频信号成分通过。
- 带通滤波器只允许有限频率范围的信号通过。
- 带阻滤波器允许低于和高于特定频率范围的信号通过，对于这个范围内的频率阻止通过。这种滤波器较少见。

滤波器的一个重要参数是所要求的频率响应。尤其是频率响应曲线的陡峭性和复杂性是滤波器阶数和可行性的一个决定性因素。
一阶滤波器只有一个依赖于频率的成分，这就意味着频率响应slope就局限在每倍频6 dB。对于许多应用来说，这是不够的，为了实现更陡的斜率，必须使用更高阶的滤波器。
另外必须决定如何实现滤波器：
- 模拟滤波器
- 模拟采样滤波器
- 数字滤波器
- 机械滤波器

### 模拟滤波器
线性模拟滤波器设计大部分都在线性滤波器中涵盖。

### 数字滤波器
数字滤波器根据两个基本原理之一实现，根据它们响应冲击信号的不同可以分为：
- 无限脉冲响应（IIR）
- 有限脉冲响应（FIR）

## 采样率
除非采样率受到其它外部约束条件限定，否则选择合适的采样率就是一项重要的设计决定。高的采样率需要更多的计算资源，但是需要较少的抗混淆措施。与系统中其它信号的干涉和beating也是应该考虑的问题。

## 抗混淆
对于数字滤波器的设计来说，分析避免混淆效应是很关键的。经常通过在输入和输出增加一个抗混淆滤波器来滤除任何高于奈奎斯特频率的信号，这种滤波器的复杂性依赖于信噪比和采样率与信号最高频率之比。

## 无限脉冲响应
无限脉冲响应是与模拟滤波器对应数字实现。无限脉冲响应使用了反馈过程，所以通常要比同样性能的有限脉冲响应滤波器所耗费的资源要少。同样是由于反馈的因素，高阶的无限脉冲响应滤波器可能会有不稳定和运算溢出的问题，因此需要细心设计以避免出现类似问题。另外，它们有内在的依赖于频率的相移，在很多情况下这可能成为问题。二阶无限脉冲响应滤波器经常叫作'biquads'，更高阶的滤波器就是biquads的层叠。一个有用的计算biquad系数的参考文献是RBJ Audio EQ Cookbook。

## 有限脉冲响应
有限脉冲响应滤波器不使用反馈，本身是稳定的。有限脉冲响应滤波器系数通常是对称的，这样很自然地相移就被抵消。并且也很容易避免运算溢出。它的主要缺点是要比灵巧设计的无限脉冲响应变量的计算要花费多得多的处理和内存资源。有限脉冲响应设计比较简单：Remez exchange算法就是一个能够半自动设计相当高质量滤波器的方法。